# Gian-Reto Plattner

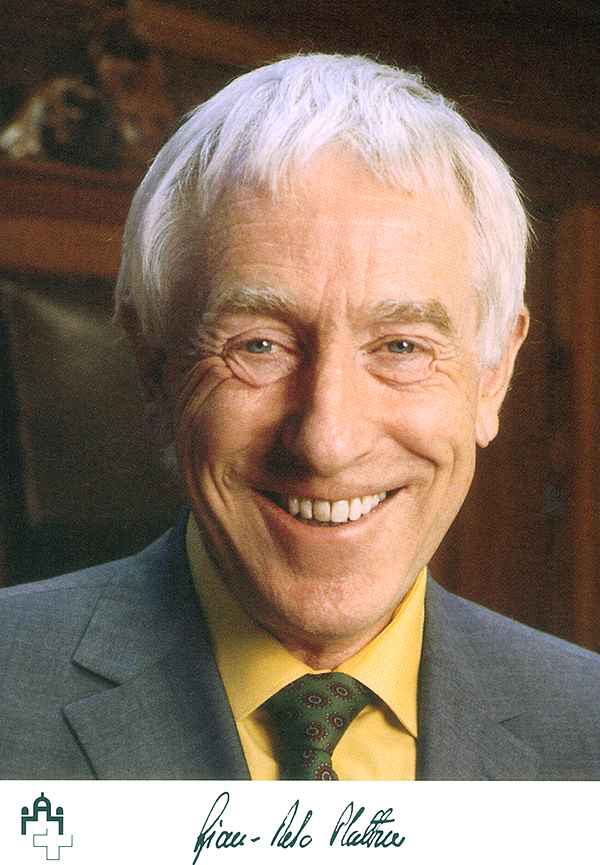
Autogrammkarte mit Unterschrift von Gian-Reto Plattner

Gian-Reto Placidus Plattner (* 10. Dezember 1939 in Zürich; † 7. Dezember 2009 in Basel; heimatberechtigt in Untervaz) war ein Schweizer Physiker und Politiker (SP).

## Biografie

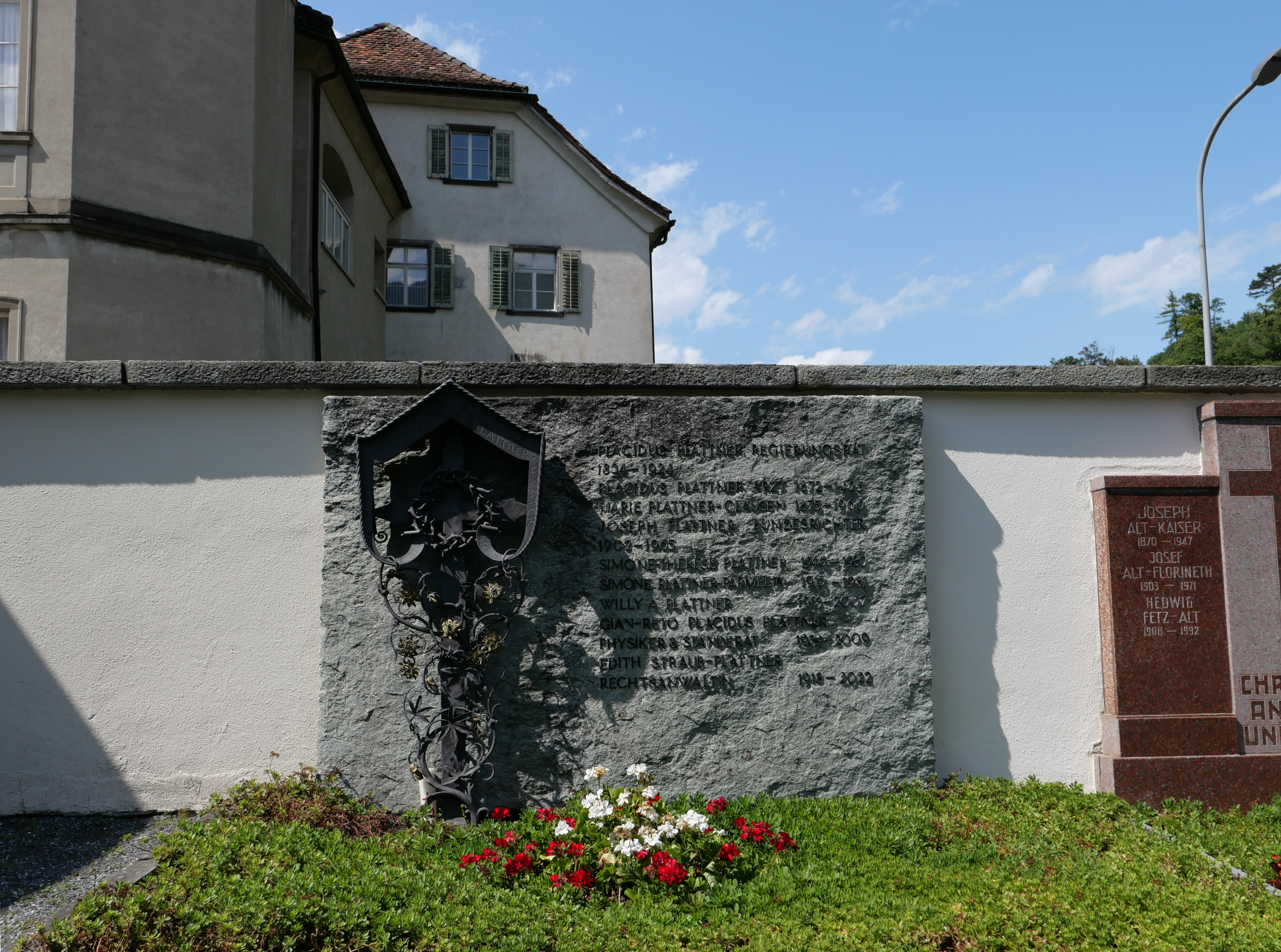
Das Familiengrab auf dem Friedhof Hof in Chur, in dem Plattner begraben ist.

Der Sohn des Chemikers Placidus A. Plattner studierte Physik an der Universität Basel, wo er 1967 promoviert und 1972 habilitiert wurde. Ab 1984 war er ausserordentlicher Professor für Experimentalphysik an der Universität Basel. Ab 2000 war er ebenfalls Vizerektor für Forschung, bevor er 2005 in den Ruhestand trat.
Zwischen 1982 und 1991 sass er im Einwohnerrat von Riehen und war von 1988 bis 1990 dessen Präsident. Von 1984 bis 1992 gehörte er dem Grossen Rat des Kantons Basel-Stadt an; von 1988 bis 1992 präsidierte er dort die sozialdemokratische Fraktion. Er vertrat von 1991 bis 2003 den Kanton Basel-Stadt im Ständerat und war im Amtsjahr 2002/03 Ständeratspräsident.
Plattner starb am 7. Dezember 2009 an Krebs.